# Lago Washington Park
Washington Park Lake es un cuerpo de agua en Albany, Nueva York, situado en la esquina suroeste de Washington Park. Tiene una superficie de 21.000 m² (5,2 acres) y una profundidad media de 2,0 m (6,6 pies). Las secciones más profundas del lago tienen poco más de 11 pies (3,4 m) de profundidad. El lago tiene aproximadamente 490 m (1.600 pies) de largo y 43 m (140 pies) de ancho.  Junto al lago se encuentra el Washington Park Lakehouse y un anfiteatro donde el Park Playhouse interpreta musicales en verano. Un puente peatonal de hierro forjado cruza el lago en su punto más estrecho. La pasarela sobre el lago Washington Park es la única estructura original que queda en Washington Park. Levantadas sobre el lago en 1875, las lámparas del puente eran originalmente de gas, pero fueron electrificadas en 1881. El patinaje sobre hielo está permitido en Washington Park Lake, aunque está prohibido nadar. 

## Historia
En 1986, después de años en que el lago estaba dos o tres pies por debajo de su profundidad normal, la ciudad reparó grietas y fugas en un aliviadero de concreto. Después de que el lago continuara estando aproximadamente un pie por debajo del nivel normal, al año siguiente se encontró otra fuga donde un haya de 21 metros de altura había crecido sobre una tubería de alcantarilla de ladrillo del siglo XIX que estaba a lo largo de la orilla sur del lago. La rotura de la tubería de alcantarillado de 1,5 m (5 pies de altura) creó un sumidero que permitió que el agua del lago fluyera al alcantarillado. La misma tubería causó más problemas en 1995 y se realizaron más reparaciones. 
En 1991, dos días después de que se aplicó sulfato de cobre en el lago para matar las algas, se produjo una matanza de peces debido a la falta de oxígeno en el agua. Cientos de peces murieron y muchos experimentaron condiciones hipóxicas cerca de la superficie. La ciudad conectó una tubería de 61 m (200 pies) a dos compresores que bombeaban oxígeno al lago de manera similar a un aireador en un acuario. Esto elevó los niveles de oxígeno rápidamente y los peces volvieron a su comportamiento normal.

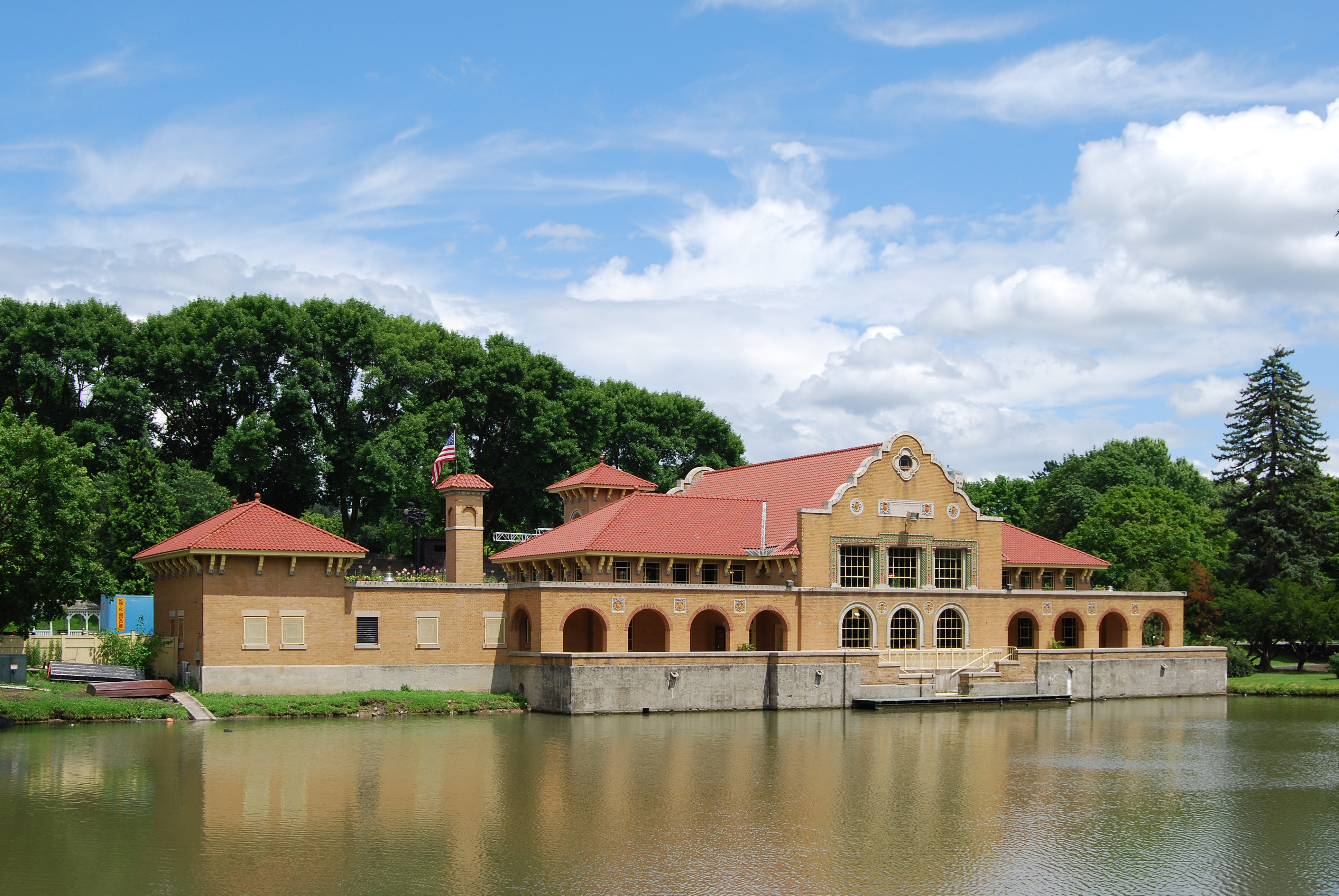
Casa de Lago de Parque de Washington, sitio del Parque Playhouse

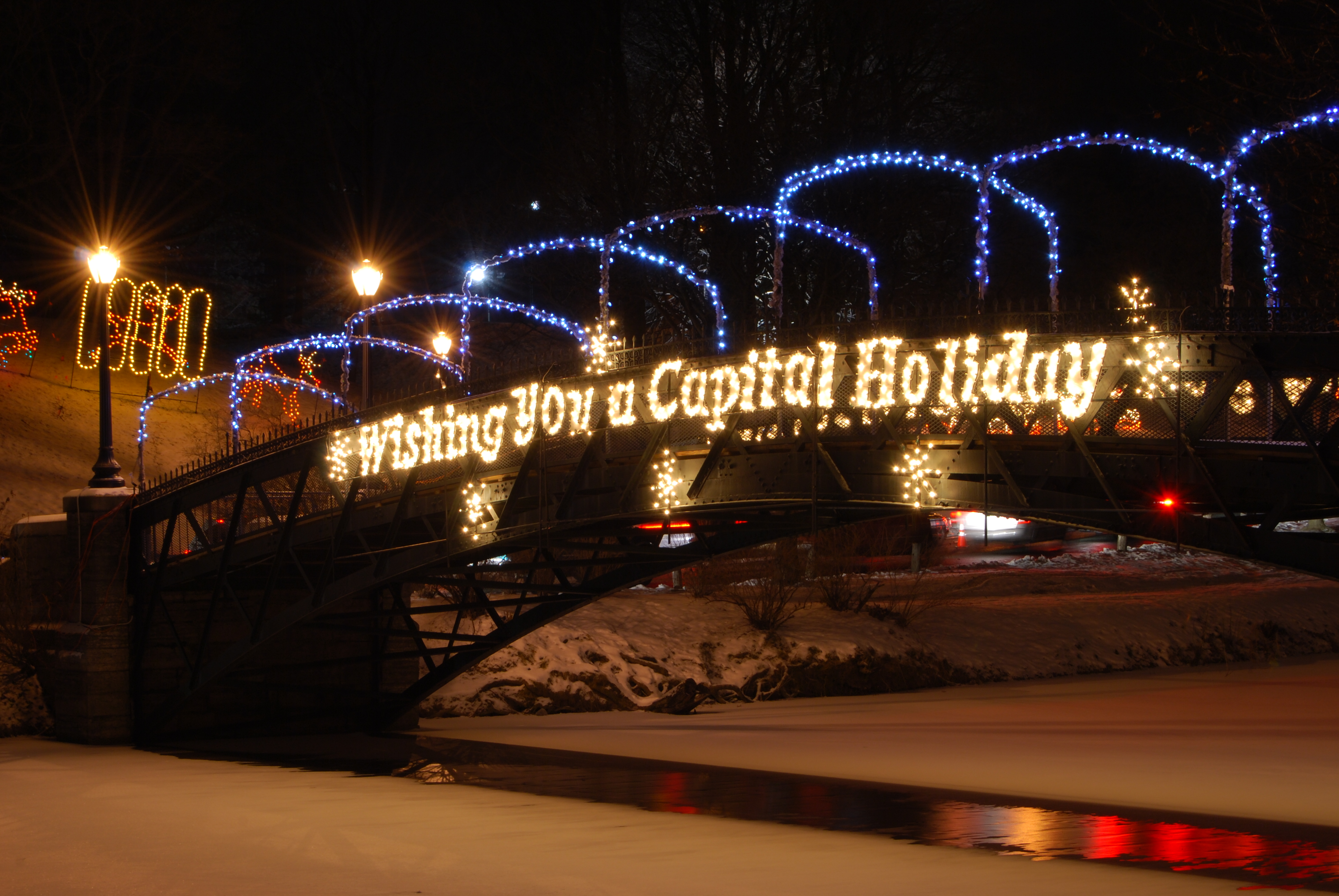
El puente del lago Washington Park durante las luces navideñas de la capital